# Wohlen bei Bern
Wohlen bei Bern ist eine politische Gemeinde im Verwaltungskreis Bern-Mittelland des gleichnamigen Kantons in der Schweiz.
Wohlen ist heute eine Vorstadt- oder Agglomerationsgemeinde von Bern mit den Orten Hinterkappelen, Wohlen, Illiswil, Murzelen, Innerberg, Uettligen, Möriswil und Säriswil. Dazu kommen verschiedene Weiler wie Oberdettigen, Hofen und Wölflisried.

## Geographie
Die südliche Gemeindegrenze wird vom Wohlensee gebildet, einem Stausee der BKW Energie für die Aare. Die Nachbargemeinden im Norden beginnend im Uhrzeigersinn sind Meikirch, Kirchlindach, Bern, Frauenkappelen, Mühleberg, Radelfingen und Seedorf BE.

## Geschichte
Die erste Nennung des Namens gab es im Jahr 1185, in einer Papstbulle. Im Jahre 1275 wurde der Ort in der Lautung Wolun erwähnt.
Wohlen gehörte bis 1410 zu Savoyen und wurde zuletzt von den Grafen von Oltigen regiert, die in der Burg Oltigen in Radelfingen residierten. Als 1410 der letzte Inhaber von Oltigen in einem Volksaufstand erschlagen wurde und der drohende Krieg zwischen Savoyen und Bern beigelegt werden konnte, gelangte die Herrschaft Oltigen mitsamt Wohlen durch einen Liquidationsvertrag und gegen 5000 Gulden an die Stadt Bern.

## Bevölkerung
| Jahr      | 1850 | 1880 | 1900 | 1930 | 1950 | 1960 | 1970 |
| --------- | ---- | ---- | ---- | ---- | ---- | ---- | ---- |
| Einwohner | 3172 | 3277 | 3225 | 2789 | 2916 | 2985 | 4190 |
|           |      |      |      |      |      |      |      |
| Jahr      | 1980 | 1990 | 2000 | 2010 | 2011 | 2013 | 2022 |
| Einwohner | 7666 | 9003 | 8952 | 9004 | 8897 | 9008 | 9348 |

## Bürgergeschlechter
Alte Bürgergeschlechter, die in Wohlen vor 1800 eingebürgert wurden, sind Bucher, Frey, Geiser, Gosteli, Hausammann, Hügli, Hänni, Krieg, Lauper, Liniger, Lobsiger, Münger, Nobs, Remund, Sahli, Salvisberg, Schneider, Schori, Schreyer, Schürch, Schütz, Staub, Stämpfli, Thierwächter, Thomet, Tschannen, Walther, Wieland, Ziehli, Zimmermann und Zingg.

## Politik
Der Gemeinderat ist die Exekutive von Wohlen und besteht aus sieben Mitgliedern. Die parteipolitische Zusammensetzung für die Legislaturperiode 2022–2025 ist folgende: SPplus 2, SVP 2, FDP 1, glp 1, Grüne 1. Gemeindepräsident ist seit 2014 Grossrat Bänz Müller (SPplus, Stand 2024).
Die von einer Volksinitiative geforderte Schaffung eines Gemeindeparlaments wurde an der Volksabstimmung von 12. März 2023 abgelehnt. Legislative ist damit weiterhin die Gemeindeversammlung.
Bei den Nationalratswahlen 2023 betrugen die Wähleranteile in Wohlen (in Klammern die Veränderung im Vergleich zu den Wahlen 2019 in Prozentpunkten): SP 26,09 % (+4,29), SVP 23,78 % (+0,61), Grüne 12,92 % (−3,16), glp 12,44 % (+1,05), FDP 9,16 % (−2,09), Mitte 8,61 % (−1,33), EVP 2,65 % (+0,64), EDU 1,59 % (+0,94), Weitere 2,77 % (−0,96).

## Wirtschaft
Die 1893 als Landwirtschaftliche Genossenschaft Wohlen (Bern) eingetragene Genossenschaft wurde in Landi Wohlensee, Genossenschaft umbenannt und hat 2015 die Genossenschaft Landi Uettligen übernommen.

## Wasserversorgung
Wohlen ist beim Wasserverbund Region Bern angeschlossen.

## Sport
Der 1973 gegründete SC Wohlensee ist der einzige Fussballverein in der Gemeinde Wohlen. Der Heimplatz, der Sportplatz Ey, befindet sich direkt am Wohlensee unterhalb der Überbauung Kappelenring in Hinterkappelen.
Das 1988 gegründete Unihockey-Team TV Wohlen, eine Untersektion des TV Wohlen, ist der grösste Unihockeyclub der Gemeinde.
Seit 1997 fördert der Ruderclub Wohlensee das Rudern als Breitensport. Im Juni 2016 wurde in Hinterkappelen das neue Bootshaus mit direktem Zugang zum Wohlensee eingeweiht.
Der VC Uettligen ist mit mehreren Damenteams, mehreren Juniorenteams und einem Mixedteam der Volleyballclub der Gemeinde.

## Natur
Die Gemeinde verfügt auf ihrem 36,32 Quadratkilometer grossen Gebiet über eine vielfältige Natur mit verschiedenen Landschaftskammern vom Wohlensee bis hinauf zum Frienisberg. Der Wohlensee ist ein Wasser- und Zugvogelreservat von nationaler Bedeutung. Das Schutzgebiet umfasst den oberen Teil des Wohlensees, von der Halenbrücke bis zur Wohleibrücke. Es ist ein wichtiger Rastplatz für Watvögel, Schwimm- und Tauchenten. Ausserdem bietet es einen geeigneten Überwinterungsort für gewisse Wasservögel und zeichnet sich durch eine überdurchschnittlich hohe Artenzahl aus.

## Sehenswürdigkeiten
- Die reformierte Pfarrkirche in Wohlen stammt aus dem 12. Jahrhundert und wurde in spätgotischer Zeit erweitert.[14]

## Persönlichkeiten
- Helmut Knolle (* 1939), deutscher Mathematiker, Biomathematiker und Sachbuchautor
- Peter J. Betts (1941–2019), Schriftsteller
- Claude Longchamp (* 1957), Historiker und Politikwissenschaftler
- Bänz Friedli (* 1965), Autor, Kolumnist und Kabarettist
- Thomas Gerber (* 1967), Grossrat (Grüne)
- Fabian Cancellara (* 1981), Radrennfahrer
- Yari Bernasconi (* 1982), Dichter und Schriftsteller
- Martina Kocher (* 1985), Rennrodlerin
- Leonardo Bertone (* 1994), Fussballspieler

## Bilder

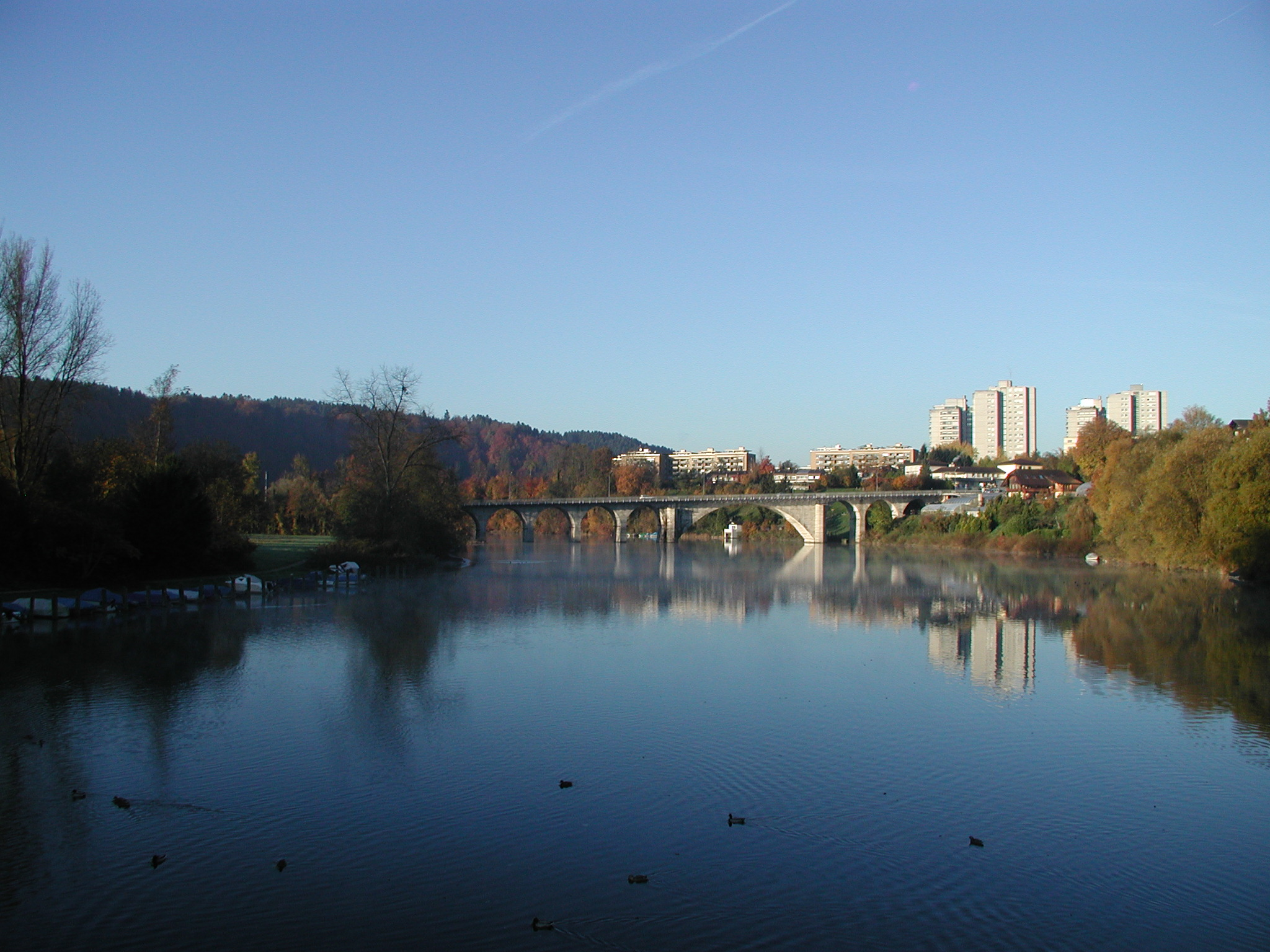
Wohlensee bei Hinterkappelen mit der Überbauung Kappelenring
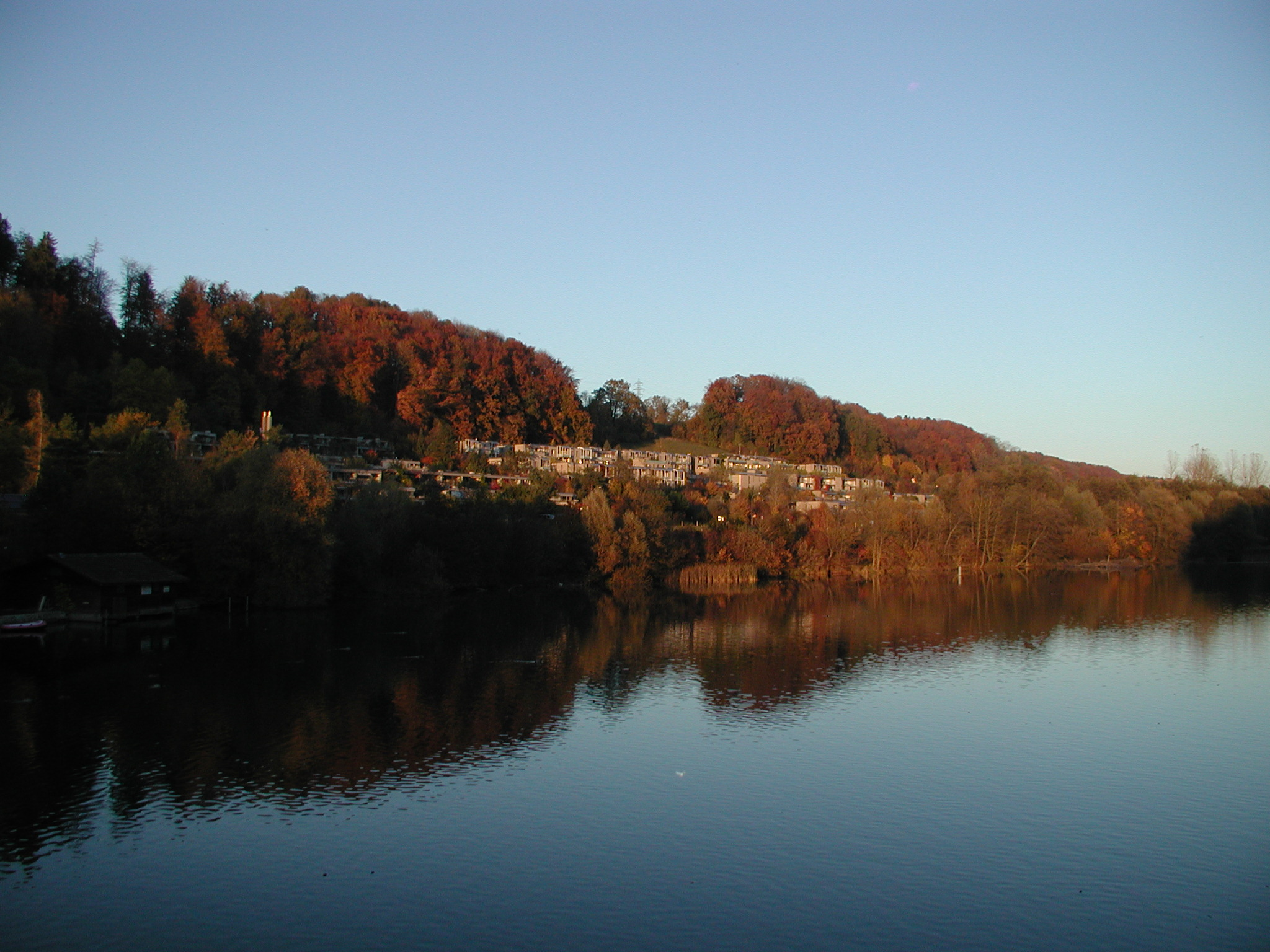
Wohlensee bei Hinterkappelen mit den Siedlungen Vordere Aumatt (links) und Hintere Aumatt (rechts)